# Хаитова, Олмахон
Олмахон Хаитова (узб. Олмахон Хайитова / Olmaxon Hayitova; 6 марта 1940, Ханка, Узбекская ССР, СССР — 1 января 2014, Ургенч, Хорезмская область, Узбекистан) — узбекская певица, музыкант, композитор. Народная артистка Узбекистана (1992).

## Биография
Олмахон Хайитова родилась в 1940 году в Ханкинском районе Хорезмской области. Она училась у известных узбекских певцов У. Саидова и К. Отаниезова.
В 1958—1959 годах Хайитова начала свою трудовую деятельность сначала в театре города Янгиюля, а с 1959 года была бессменным солистом Государственного фольклорного ансамбля «Лязги» города Ургенча.
В 1974 году окончила Ташкентский Театрально-художественный Институт. В 1995—2003 годах Хайитова руководила Хорезмским отделением «Узбекнаво», а с 2003-го преподавала в Ташкентском Институте Культуры.
В репертуаре Олмахон Хайитовой были народные хорезмские песни и дастаны (эпопеи), а также народные туркменские и азербайджанские песни. Она исполняла их, аккомпанируя себе на таре, что является редкостью для исполнительниц-женщин.
В 1982 году был снят фильм «Олмахон Ҳайитова куйлайди».
Скончалась 1 января 2014 года в Ургенче.